# Cleora cinnamomea
Cleora cinnamomea är en fjärilsart som beskrevs av Rothschild 1915. Cleora cinnamomea ingår i släktet Cleora och familjen mätare. Inga underarter finns listade i Catalogue of Life.